# Stift Olsberg
Das Stift Olsberg ist ein ehemaliges Zisterzienserinnenkloster in der Gemeinde Olsberg, im bis 1802 vorderösterreichischen Fricktal im Schweizer Kanton Aargau. Das Kloster mit dem Namen Hortus Dei («Gottesgarten») wurde 1236 gegründet und 1803 aufgehoben. Neben der Stiftskirche umfasst es das Konventgebäude, die Klosterscheune, das Pfarrhaus und weitere Nebenbauten. Heute dient das Konventgebäude als Schulheim für Kinder mit Lernschwierigkeiten. Die Klosteranlage ist als Kulturgut von nationaler Bedeutung eingestuft.

## Geschichte

### Kloster Hortus Dei

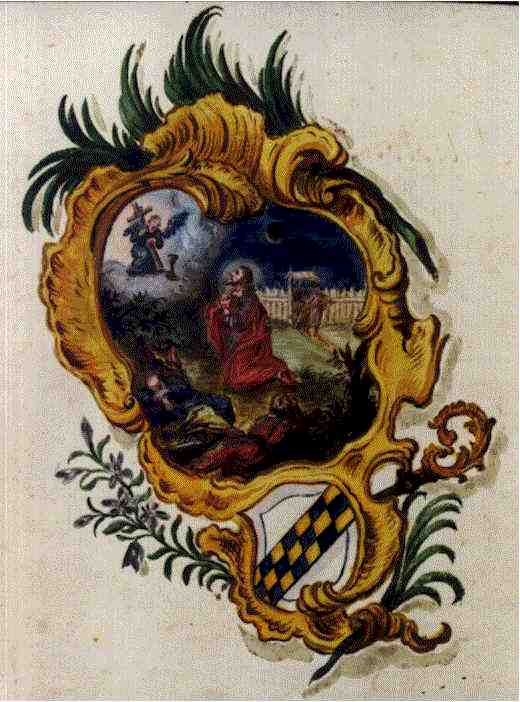
Handkoloriertes Titelblatt des Anton Dominik Brysner zu seinem Manuskript «Historische und Diplomatische Beschreibung des adeligen Gotteshauses Ohlsperg» 1763

Im Februar 1234 stellte Papst Gregor IV. dem Konvent zum Gottesgarten einen Schutzbrief aus. Im darauf folgenden Jahr wurde der Konvent in den Orden der Zisterzienser aufgenommen. Die Klostergemeinschaft lebte zunächst im Weiler Kleinrot auf dem Gebiet der heutigen Gemeinde Obersteckholz (Kanton Bern). Sie zog dann 1236 nach Olsberg, kaufte das Dorf und baute dort eine Klosteranlage mit Kirche. Da Olsberg ein Frauenkloster war, lagen die seelsorgerische Verantwortung und die Vertretung nach aussen beim Kloster Lützel. Ab 1442 stellten die Habsburger die Kastvögte.
Bis zu Beginn des 15. Jahrhunderts konnte der Besitz geschickt ausgedehnt werden. Er umfasste das Gebiet westlich von Möhlin, einen Teil des Baselbiets, Streubesitz im Elsass bis nach Strassburg und einen Teil Südbadens. 1427 brannte das Kloster vollständig nieder, woraufhin ein langsamer Niedergang einsetzte. Im Jahr 1452 gab es nur noch fünf Ordensfrauen, und der Fortbestand des Klosters war gefährdet. Während des Bauernkriegs plünderten im Jahr 1525 die Bewohner der umliegenden Dörfer das Kloster. 1535 traten die Äbtissin und die meisten Nonnen zur reformierten Konfession über. Bis 1558 blieb das Kloster verwaist. Lediglich zwei Nonnen blieben vor Ort.
Das Klosterleben war in den Folgejahren sowohl durch innere Streitigkeiten, Auseinandersetzungen mit den Ordensoberen und wirtschaftliche Probleme gezeichnet. Unter der Äbtissin Ursula Schmotzer von Ritzol erfolgte eine halbherzige Klosterreform.
Im Jahr 1633, während des Dreissigjährigen Krieges, wurde das Kloster zweimal von schwedischen Truppen geplündert und stark beschädigt. Die Ordensfrauen flohen kurzzeitig ins Exil, zuerst nach Wettingen, später nach Balsthal.
Eine Konsolidierung der Verhältnisse im Kloster gelang erst unter der Äbtissin Maria Franziska von Eptingen. Während ihrer Amtszeit wurde die Anlage in mehreren Etappen erweitert, und die Anzahl der Klosterfrauen stieg auf zwanzig. Eine für ihre Paramentenstickerei bekannte Klosterfrau jener Zeit ist Scholastika Anderallmend.
Der erneute Niedergang begann sich abzuzeichnen, als 1751 die Paternität vom Kloster Lützel zur Reichsabtei Salem und schliesslich 1753 zum Kloster Tennenbach wechselte. 1785 lebten nur noch neun Frauen im Konvent.

### Weltliches Damenstift Olsberg
Kaiser Leopold II. wandelte 1790 das Kloster Olsberg im Zuge der unter Joseph II. eingeleiteten Kirchen- und Klosterreformen in ein weltliches adliges Damenstift um, 1803 schloss der neu entstandene Kanton Aargau mit der Übernahme der Stiftsgüter die Säkularisation ab. Im Stift wohnten bis zu seiner Auflösung 1806 zwölf adlige Frauen. Sie mussten sich acht Monate im Stift aufhalten, durften das Gelände in Begleitung verlassen oder konnten Urlaub bei ihren Familien verbringen. Ihren Alltag verbrachten sie mit Lesen, Spaziergängen und Handarbeiten.

### Erziehungsanstalt für Mädchen und Nachfolgeeinrichtungen
1805 entschied der Kanton, im Klostergebäude eine der ersten höheren Schulen für junge Frauen einzurichten, und hob das Stift 1809 auf. Das damals fortschrittliche, interkonfessionelle Töchterinstitut mit Lehrerinnenbildungsstätte stand unter kantonaler Aufsicht. 1835 beschloss jedoch der Grosse Rat die Schliessung der Schule. Von 1839 bis 1841 wurde sie auf privater Basis betrieben. 1846 übernahm die nach Johann Heinrich Pestalozzi benannte «Pestalozzistiftung der deutschen Schweiz» die Räumlichkeiten und richtete eine Zöglingsanstalt für arme und verwahrloste Kinder ein. Als die Stiftung in finanzielle Schieflage geriet, übernahm der Kanton 1860 die Anstalt. Diese wandelte sich im Laufe der Jahrzehnte zu einem Schulheim mit Wocheninternat. Heute ist sie auf Kinder mit Lernschwierigkeiten spezialisiert, die nicht in eine Regelschule gehen können. Auf dem Klostergelände befindet sich ausserdem ein Bio-Landwirtschaftsbetrieb.
Seit 2006 veranstaltet die argentinische Cellistin Sol Gabetta in der Klosterkirche jährlich das SOLsberg-Kammermusikfestival.

## Liste der Äbtissinnen
- 1253–1261, 1271–?: Berchta[14]
- 1275–1302: Agnes von Richinen[14]
- 1311–1328: Junta[14]
- 1330–1339: Elisabeth von Eptingen[14]
- 1343–1359: Elisabeth von Hergheim[14]
- 1359–1366: Agnes Matzerer[14]
- 1369–1372: Romana von Tegerfelden[15][14]
- 1374–1377: Margareta von Baden[14]
- 1377–1385, 1389–?: Agnes von Mörsberg[14]
- 1387–1389: Verena Schaler[14]
- 1399–1405: Anna von Ramstein[14]
- 1414–1450: Wiblin von Nüwenhus[14]
- 1460–?: Anna Müller[14]
- 1463–1465: Margareta Tachsberg[14]
- 1486–1502: Anna Müller[14]
- 1515–1522: Katharina von Schönenberg[14]
- 1525–1535: Anna Küfer[14]
- 1535–1558: Vakanz[16]
- 1558–1586: Katharina von Hersberg, Überlingen[17][14]
- 1588–1645: Ursula Schmotzer von Ritzol[17]
- 1645–1670: Maria Katharina Kohler[14]
- 1670–1707: Maria Franziska von Eptingen-Blochmont[18]
- 1707–1732: Maria Bernarda von Freiburg[19][20]
- 1732–1757: Maria Johanna von Roll[19]
- 1757–1785: Maria Victoria von Schönau († 1785)[20]

Oberinnen (nach der Säkularisation)
- 1791 Josepha von Freyental (bisher Priorin)[19][20]

## Gebäude

### Stiftskirche

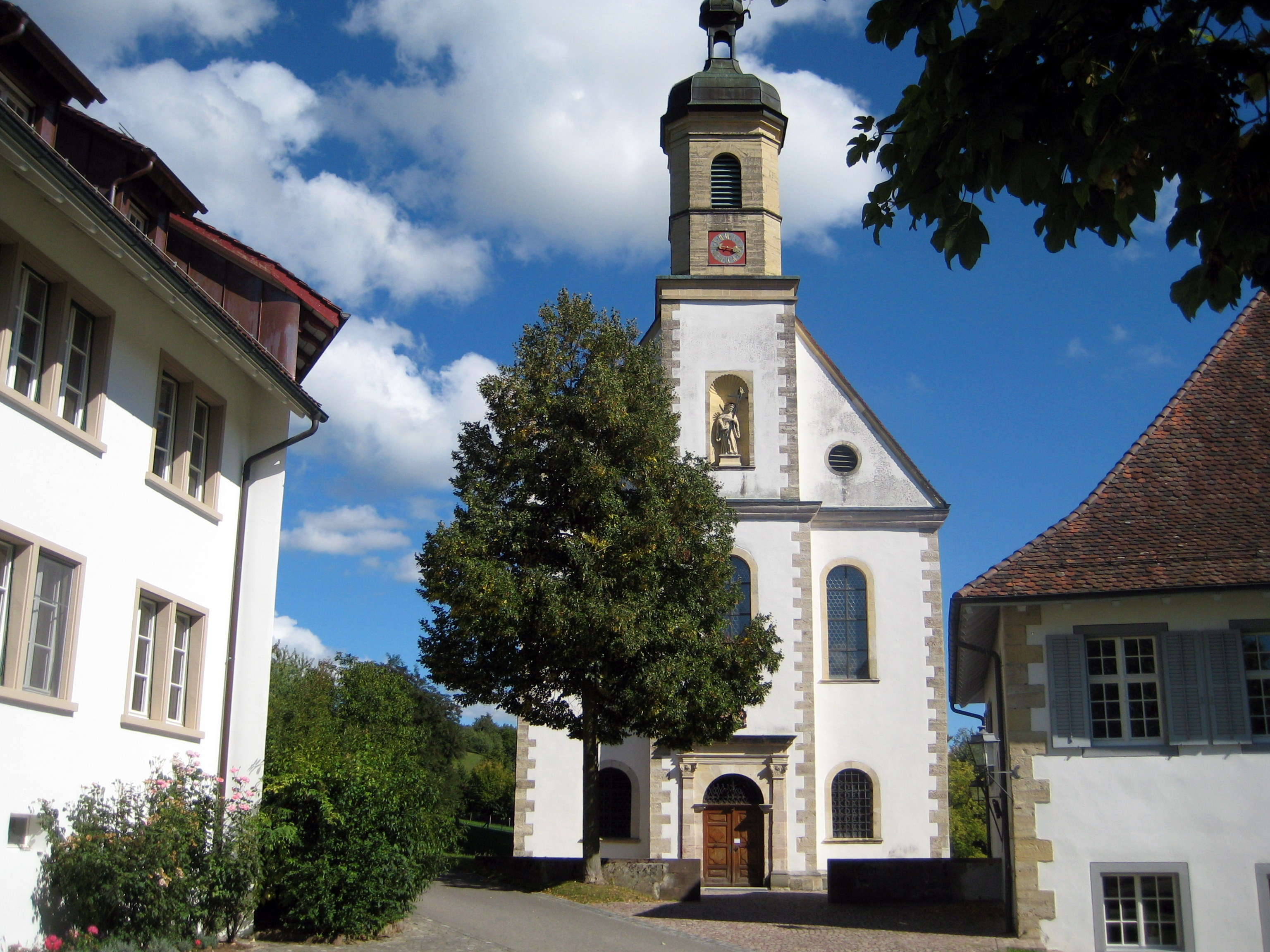
Stiftskirche

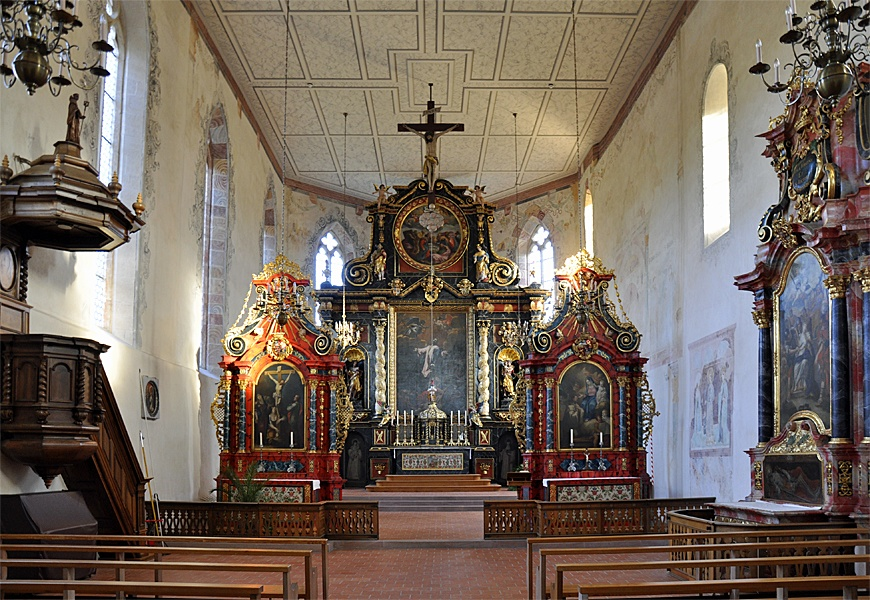
Inneres der Stiftskirche

Von der Gründungskirche (Bau I), mit deren Errichtung man vermutlich um 1236 begann, sind diverse Fundamentreste erhalten geblieben. Diese kamen 1972 bei umfangreichen archäologischen Untersuchungen zum Vorschein. Bei der Kirche handelte sich um einen viereckigen Saal. Die Kirche brannte 1427 völlig aus und musste vollständig abgetragen werden. An ihrer Stelle entstand ein weitaus grösserer Neubau (Bau II), der am 13. Dezember 1434 eingeweiht wurde. 1562 erhielt das Altarhaus gross dimensionierte Wandmalereien, 1593 einen Lettner. Im Dreissigjährigen Krieg erlitt die Kirche grosse Schäden. Der zerstörte Hochaltar konnte erst 1672/73 erneuert werden, zehn Jahre zuvor war eine marmorierte Holzdecke angebracht worden.
Zu weitreichenden architektonischen Änderungen kam es im Jahr 1715 (Bau III). Man brach das hinterste Viertel des Gebäudes, den Konversenbezirk, ab und errichtete vor dem verkürzten Langhaus eine neue barocke Schaufassade mit Glockenturm. Ausserdem beseitigte man die Trennmauer zum Altarhaus und ersetzte den Lettner durch eine westseitige Chorempore. 1737/38 entstand an der Südwand ein Altar für die Gebeine des Katakombenheiligen Viktor. Mitte des 18. Jahrhunderts nahm man verschiedene Anpassungen der Ausstattung vor. Eine Aussenrenovation fand in den Jahren 1901/02 statt, eine umfassende Restaurierung von 1972 bis 1981.
Die Turmfassade der Stiftskirche ist barock. Der Frontturm erscheint bis zur Höhe der Giebelspitze als zweikantiger Risalit und verjüngt sich zu einem achteckigen Glockengeschoss, auf dem eine Dachhaube mit zwiebelförmiger Laterne sitzt. Das Hauptportal hat die Form eines Pfeilerbogens mit Komposit-Pilastern und Kröpfgebälk. Im Fries verbirgt sich ein Chronogramm, darüber befinden sich die Wappen des Zisterzienserordens und der Äbtissin Bernarda von Freiburg. Eine Nische im Turmschaft enthält ein Standbild des Ordensheiligen Bernhard von Clairvaux. Das Kirchenschiff und der Chor sind im gotischen Stil erbaut worden, wobei die beiden Längsseiten aufgrund verschiedener baulicher Massnahmen ungleich gestaltet sind. Der hintere Teil der Südflanke war einst mit dem Konventgebäude verbunden, dieser Flügel wurde jedoch 1864 abgebrochen.
Im westlichen Drittel der Kirche findet sich eine dreischiffige, drei Joche tiefe Pfeilerhalle, auf der die Orgelbühne ruht. Die Pfeilerhalle öffnet sich in drei Bögen zum Schiff, dieser wiederum geht direkt in den gleich breiten Chor über. Eine räumliche Gliederung wird im Wesentlichen durch zwei podestartige Bodenerhöhungen und die Altäre erzeugt. Der 1673 von Johannes Scharpf geschaffene Hochaltar bildet eine mächtige, schwarz-grau marmorierte Schauwand mit vier gewundenen Säulen. Das Hauptblatt, eine Ölberg-Darstellung, ist eine 1634 angefertigte Kopie des Altarbilds von Giovanni Lanfranco in der Luzerner Hofkirche. Die Altarfiguren (Täufer und Nährvater) werden Johann Isaak Freitag zugeschrieben. Von Freitag stammt auch das Tabernakel mit Säulenkranz und Kuppel. Die freistehenden Seitenaltäre mit Régence-Aufbauten wurden nach 1732 angefertigt. Die in den 1660er Jahren angefertigten Grisaillefresken wurden 1828 weiss getüncht und 1977 wieder freigelegt.

### Konventgebäude
Das seit dem 14. Jahrhundert bestehende Konventgebäude, das sich südlich an die Kirche anschloss, wurde in der zweiten Hälfte des 16. Jahrhunderts an die Hanglage angepasst, so dass die bis dahin gestaffelten Stockwerke ein einheitliches Niveau erhielten. Nach den schwedischen Überfällen im Dreissigjährigen Krieg verwahrloste das Gebäude und war weitgehend unbewohnbar. In den 1680er Jahren erfolgte eine umfangreiche Sanierung, verbunden mit Aufstockungen. Dabei erhielt das Gebäude im Wesentlichen seine heutige Gestalt. 1715 entstand durch den Abbruch des Konversenbezirks der Stiftskirche eine Baulücke im Nordwesten des Kreuzgangs. 1864 wurden der Nordtrakt und ein Teil des Osttraktes abgebrochen; seither ist das Konventgebäude nicht mehr mit der Kirche verbunden. Im Verlaufe des 20. Jahrhunderts wurden die Räume an den modernen Schulbetrieb angepasst, 1966 wich der Kreuzganggarten einem Sportplatz.
Von der ursprünglichen Inneneinrichtung sind verschiedene Elemente erhalten geblieben. Das Refektorium im Osttrakt hat eine weiss gefasste Felderdecke, an der mehrere Wappen angebracht sind; in der Nordwestecke steht ein Kachelofen aus dem Jahr 1751, der mit ländlichen Szenen bemalt ist. An das Refektorium grenzt eine Stube, die heute als Bibliothek genutzt wird; sie hat eine beschnitzte Holzdecke aus dem späten 16. Jahrhundert. Der Kreuzgang ist in 15 zusammenhängende spätgotische Gewölbejoche gegliedert. Zum Arbeitsraum der Äbtissin am Westende des Südtrakts führt eine doppelflügelige Nussbaumtür mit Beschlägen.

### Weitere Gebäude

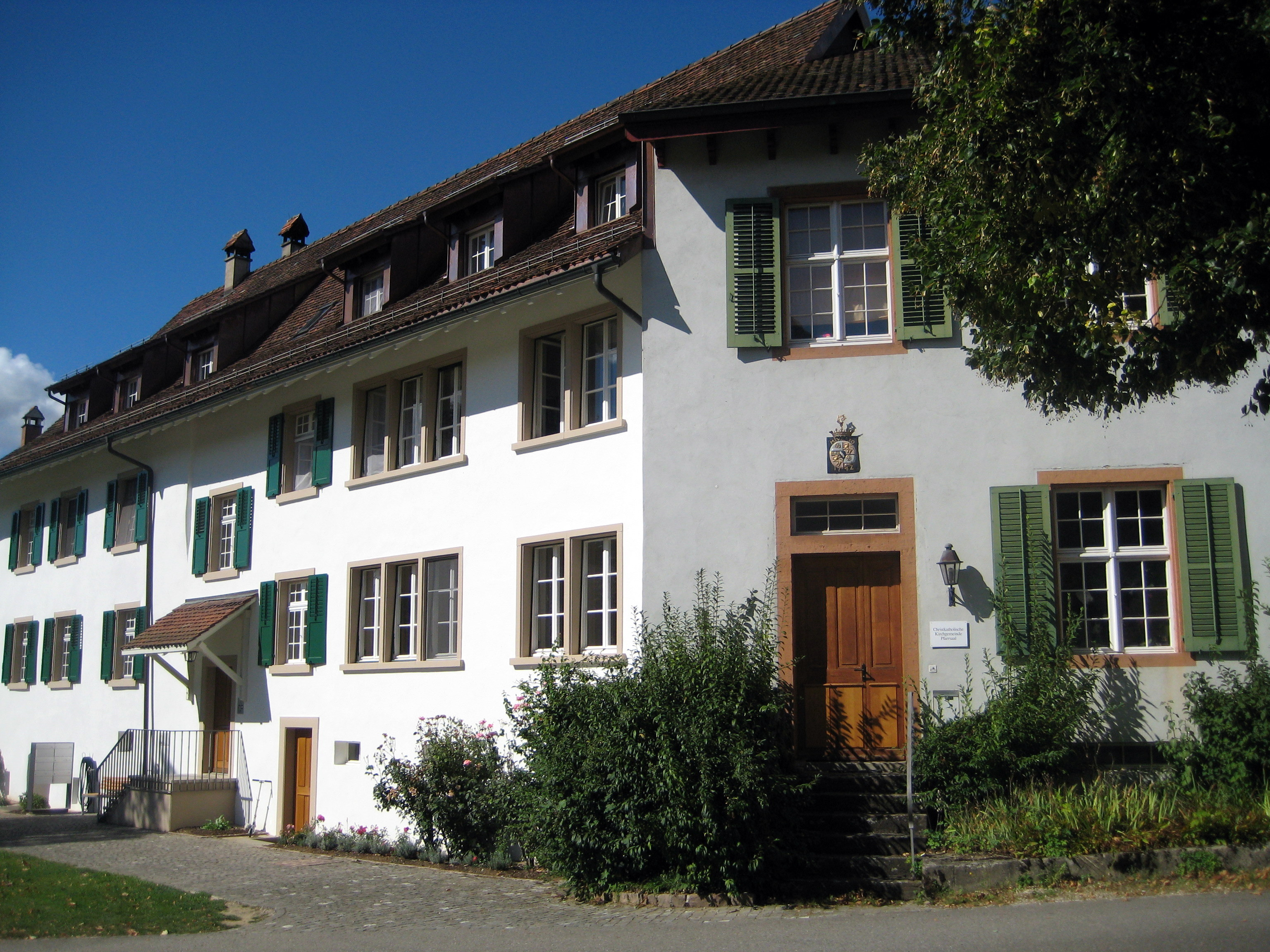
Pfarrhaus

Durch ein Strässchen getrennt, liegt nordwestlich der Stiftskirche die im Jahr 1742 errichtete ehemalige Stiftsschaffnerei. Nach der Klosteraufhebung lebte dort der vom Kanton eingesetzte Verwalter, heute dient es als Pfarrhaus der christkatholischen Kirchgemeinde. Die rund 80 Meter von der Kirche entfernte Klosterscheune entstand 1777 an der Stelle eines abgebrochenen Vorgängerbaus. Auffälligstes Merkmal des heute noch landwirtschaftlich genutzten Bauwerks ist der dreigeschossige Dachstuhl.